# Wilhelm Fabry

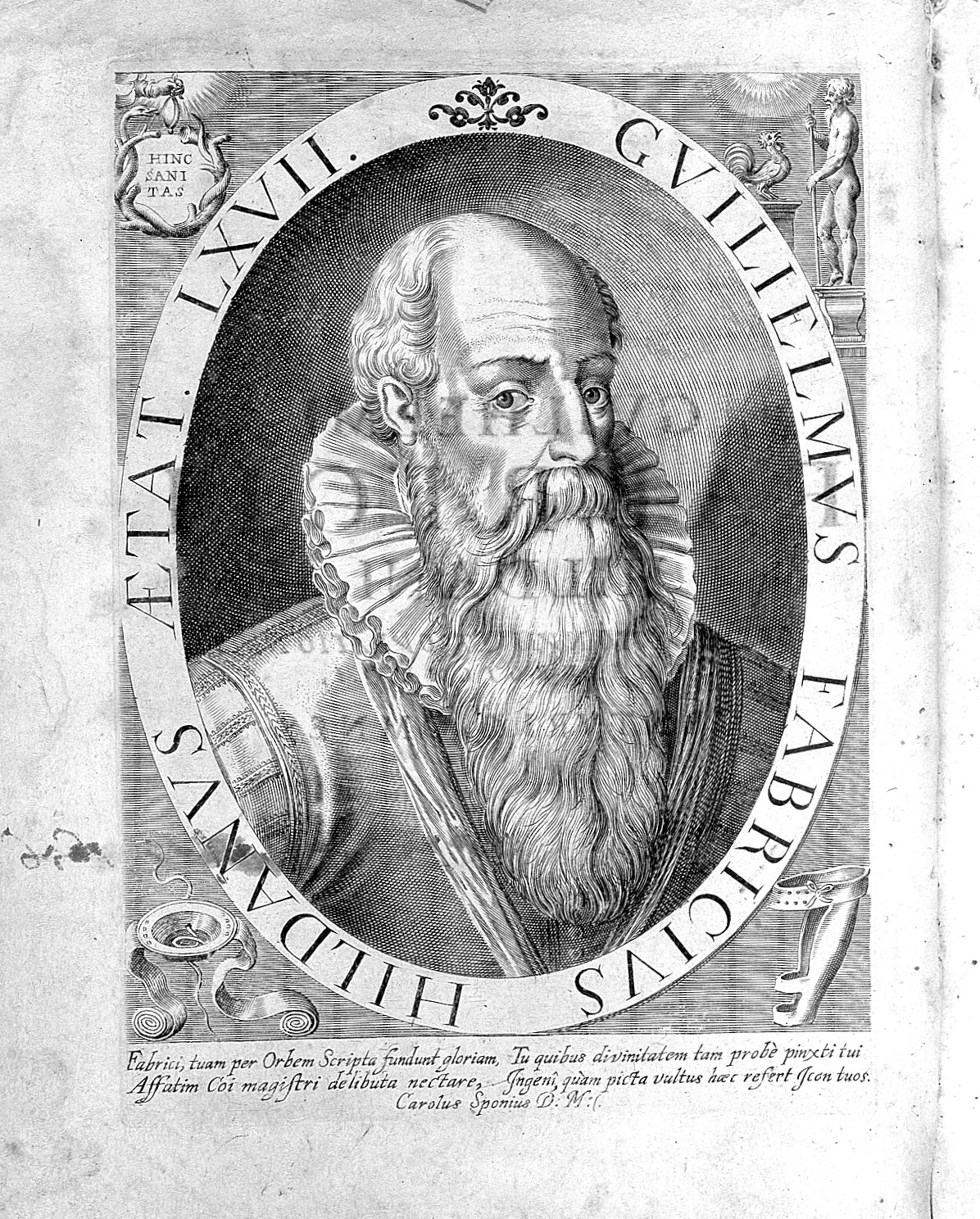
Guilielmus Fabricius Hildanus, Observationum et Curationum Chirurgicarum Centuriae, 1641

Wilhelm Fabry (von Hilden), auch Fabri van Hilden, (Guilhelmus) Fabricus Hildanus, Guil(i)elmus Fabricius Hildanus und Fabricius von Hilden (* 25. Juni 1560 in Hilden; † 15. Februar 1634 in Bern) war Stadtarzt in Bern, gilt als der bedeutendste deutschsprachige Wundarzt der Renaissance und als Begründer der wissenschaftlichen Chirurgie.

## Leben

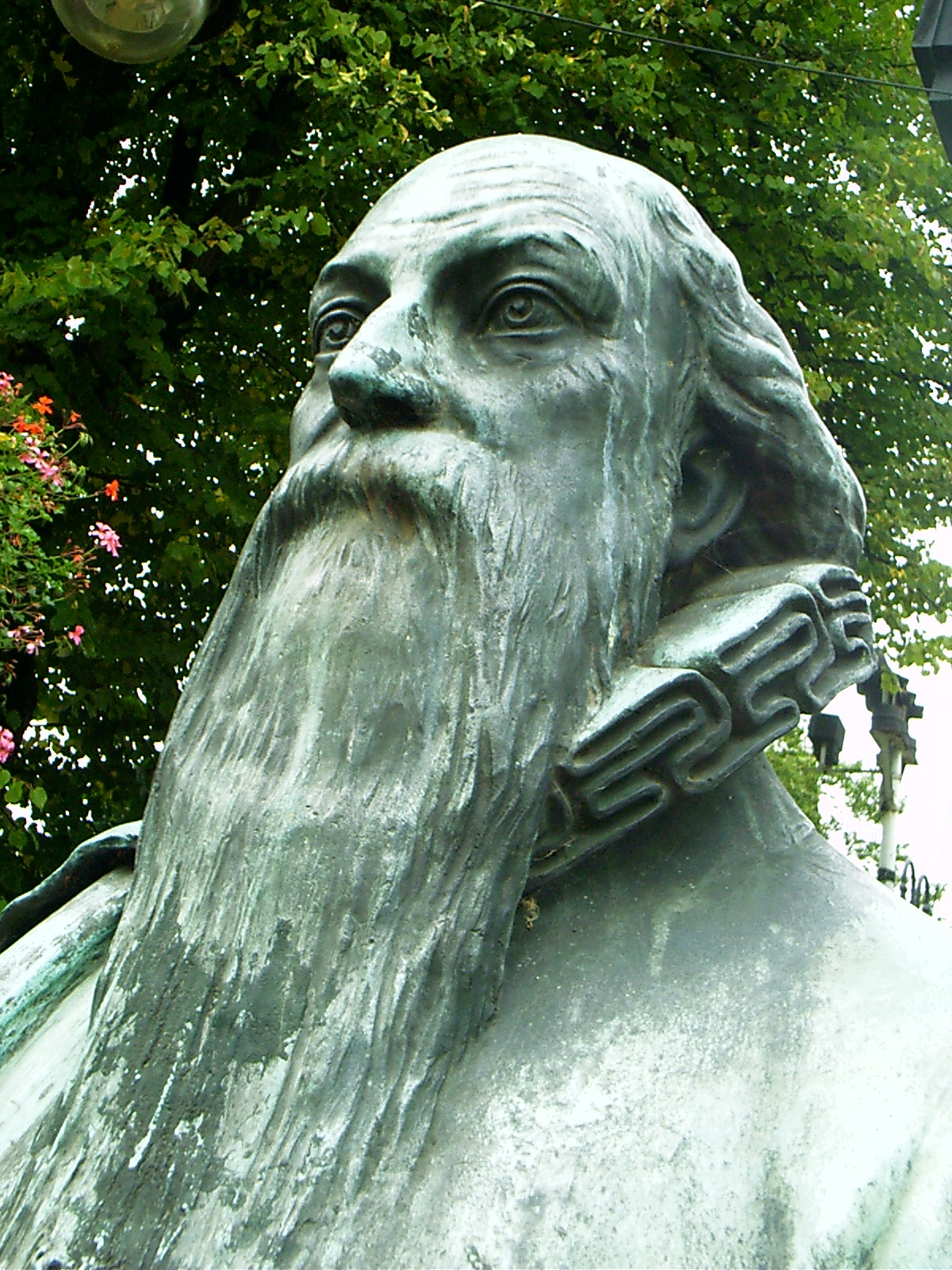
Wilhelm Fabry, Bronzebüste auf dem Marktplatz in Hilden

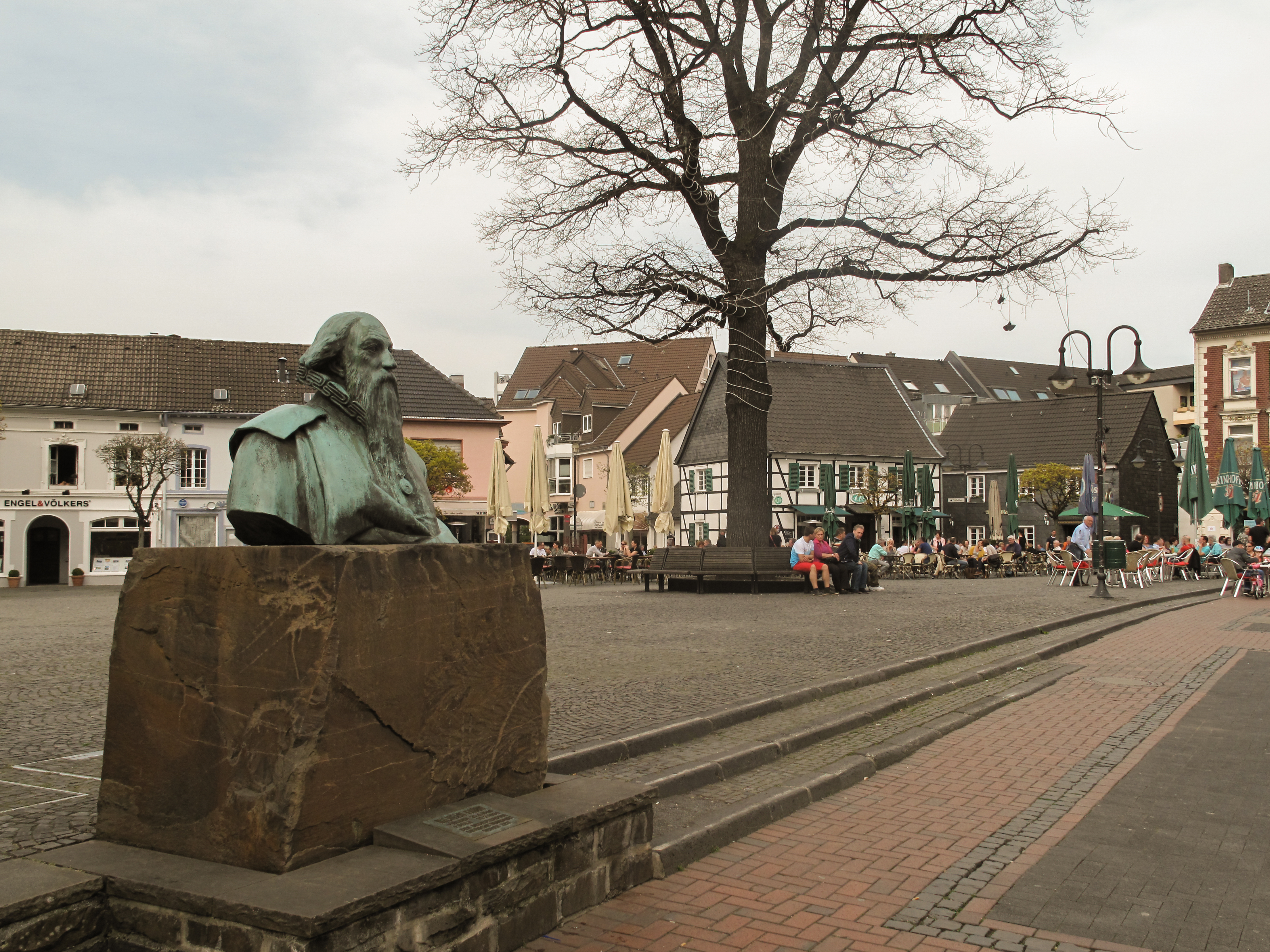
Hilden, Markt an der Mittelstraße mit Fabry-Büste

Geboren wurde Fabry als Sohn des Gerichtsschreibers Peter „Drees“ und dessen Ehefrau Margarethe „auf dem Sand“ in Hilden bei Düsseldorf. Familiennamen im heutigen Sinne waren damals erst im Aufkommen; Peter nannte sich vermutlich nach seinem Vater Drees (= Andreas) und seine Frau wurde nach ihrer Herkunft benannt – eine Straße „Auf dem Sand“ gibt es noch heute in Hilden. Wilhelms Mutter war aus erster Ehe verwitwet und wohnte „in der Schmitten“ (in der Schmiede), einem Anwesen, das sie vermutlich als Witwensitz von ihrem ersten Mann geerbt hatte.
Von einem heute nicht mehr bestimmbaren Zeitpunkt an nannte sich Wilhelm „Fabricius“, vermutlich als Hinweis auf sein Geburtshaus „Schmitten“ (lateinisch faber = Schmied), nach dem Brauch der Renaissance latinisiert. Das Geburtshaus wurde später abgerissen.
Bis 1573 besuchte er in Köln eine höhere Schule, musste diese aus finanziellen Gründen jedoch wieder verlassen. 1576 bis 1580 absolvierte er eine Ausbildung bei dem Bader und Wundarzt Johannes Dümgens in Neuss. 1580–1585 arbeitete er als Badergeselle in Düsseldorf bei dem angesehenen Chirurgen Cosmas Slot (einem Schüler des Andreas Vesalius) am Hof Herzog Wilhelms des Reichen. 1585 zog er nach Genf, um bei seinem Vorbild Jean Griffon Studien zu betreiben. Am 30. Juli 1587 heiratete er in der Genfer Kirche St. Gervais Marie Colinet, die Tochter des Genfer Buchdruckers Eustache Colinet, die seine Mitarbeiterin wurde. 1589 kehrte er nach Hilden zurück und 1593 verlegte er seine Praxis nach Köln, bevor er sich 1596 in Lausanne niederließ. Er ging erneut nach Köln, kehrte jedoch nach Lausanne zurück.
1602–1615 war er Stadtchirurg in Payerne (Schweiz) und Lausanne. Diese Position ist einem heutigen Amtsarzt keineswegs vergleichbar; sie war auf die damaligen Funktionen des Wundarztes/Chirurgen beschränkt, umfasste also nicht die akademische Medizin damaliger Definition. Der Stadtchirurg musste – gegen festgesetztes Jahresentgelt – bestimmte Personen (z. B. Arme) unentgeltlich behandeln und mit Medikamenten versorgen, war aber ansonsten frei, eine eigene Praxis zu führen und dafür Honorare zu fordern. Von 1614 bis zu seinem Tod arbeitete er als Städtischer Chirurg in Bern im Auftrag des Rates und war ab 1618 auch Leibarzt des Markgrafen Georg Friedrich von Baden.
Ab ca. 1585, also für die größte Zeit seines Berufslebens, ist es für Fabry bezeichnend, dass er zwar hin und wieder als Bürger einer Stadt erwähnt wird oder sogar feste Aufträge erhielt, aber dennoch nicht als hier oder dort „sesshaft“ gelten kann. Sesshaft war allenfalls seine Familie. Er selbst unterhielt eine weit ausgedehnte Reisepraxis als Konsiliarchirurg und stand mit vielen bekannten Medizinern seiner Zeit in lebhaftem Briefwechsel.
Fabry war führender deutscher Chirurg seiner Zeit, weshalb er heute auch „Vater der deutschen Chirurgie“ genannt wird. Zu Lebzeiten forderte er umfassende Ausbildung in Botanik, Chemie und Anatomie und galt als von Humanität geprägter Arzt. Folter kritisierte er gegenüber Politikern als sinnlos.
Er starb an Gicht und Asthma leidend.

## Werk

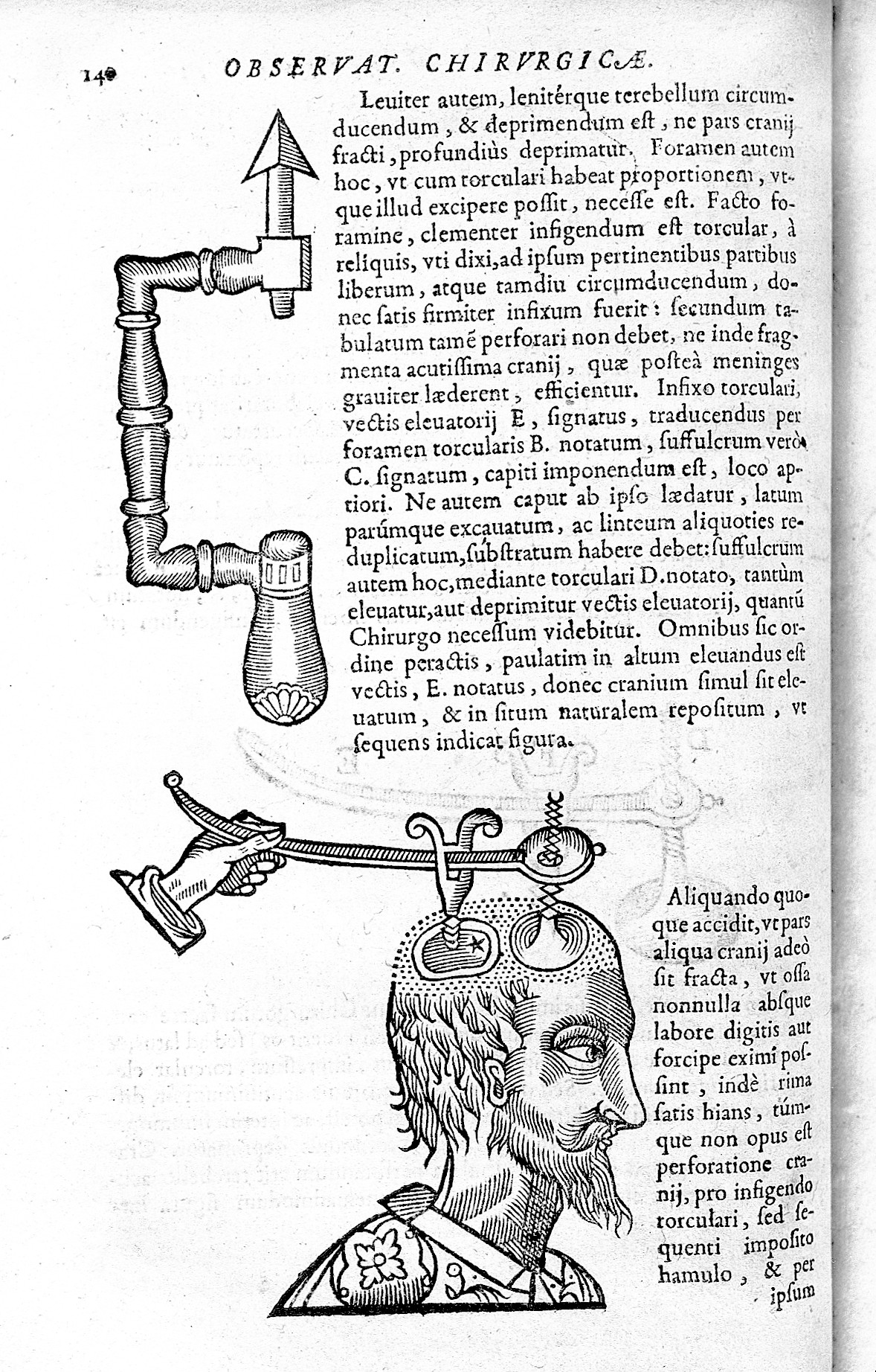
Neurochirurgisches Instrumentarium zur Anhebung der Schädeldecke

Fabry verfasste etwa 20 medizinische Werke, darunter die Observationum et Curationum Chirurgicarum Centuriae (1606–1641), eine Sammlung von über 600 Fallberichten, die zu seinen Lebzeiten in 100er-Lieferungen erschienen waren und insgesamt postum 1641 veröffentlicht wurden. Von den Vorarbeiten zeugen drei umfangreiche Manuskripte in der Burgerbibliothek Bern, die etwa 450, teils mit Illustrationen versehene Briefabschriften enthalten. Dazu zählt die Schilderung einer Entfernung eines durch ein malignes Melanom zerstörten Auges eines Bürgermeisters und der Bericht über die von seiner Frau Marie Colinet 1624 erfundene Magnetextraktion metallischer Fremdkörper aus dem Auge.
In seinem Werk De Gangraena Et Sphacelo schlug er 1593 die Amputation von Gliedmaßen oberhalb der Verletzung vor. Der Klassifizierung von Verbrennungen widmete er sich in seinem Werk De Combustionibus von 1607.
Der auch als der „deutsche Ambroise Paré“ bezeichnete Chirurg, der sich zudem mit zahnärztlichen und kieferchirurgischen Fragestellungen befasste, beschreibt beispielsweise auch die Entfernung von Kiefergeschwülsten.

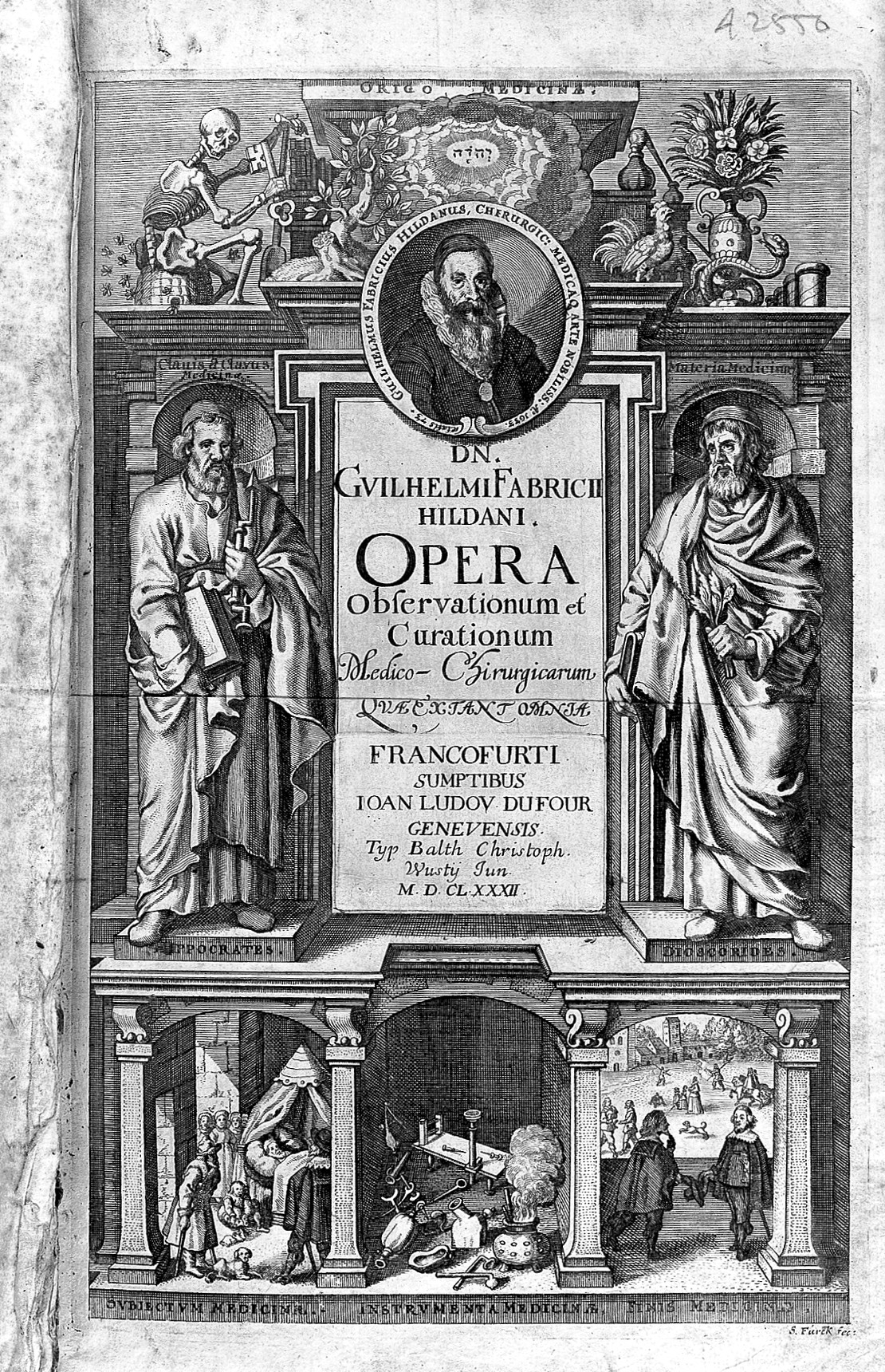
Wilhelm Fabrys gesammelte Werke: Opera quae extant omnia .... Frankfurt 1646

## Schriften
- De gangraena et sphacelo. Das ist: Von dem heissen und kalten Brandt […]. Peter Keschedt, Köln 1593. Digitalisat ÖNB Wien
  - Neuausgabe: Gründlicher Bericht vom heißen und kalten Brand, welcher Gangraena et Sphacelus oder S. Antonii- und Martialis-Feuer genannt wird. Nach der 1603 publizierten zweiten deutschen Ausgabe bearbeitet und hrsg. von Erich Hintzsche. Bern/Stuttgart 1965 (= Hubers Klassiker der Medizin und der Naturwissenschaften. Band 4).
- De Combustionibus, quae oleo & Aqua fervida, ferro candente, pulvere tormentario, fulmine & quavis alia materia ignita fiunt Libellus […]. Rex, Basel 1607. urn:nbn:de:bvb:12-bsb10915888-9
- New Feldt Arztny Buch von Kranckheiten und Schäden, so in Kriegen den Wundartzten gemeinlich fürfallen. Basel 1615.
- De Dysenteria: Liber unus: In quo hujus Morbi Causae, Signa, Prognostica, & Praeservatio continentur: Item, quomodo Symptomata, quae huic Morbo supervenire solent, sint removenda, de Bry/Galler, Oppenheim 1616. Digitalisat ULB Düsseldorf
- mit Johann Stigel: Piae lachrymae oder Christliche klag, und trostschrifft, von dem betrübten, und elenden Stand deß Menschen..., Johann Schroeter, Basel 1618. doi:10.3931/e-rara-41854
- Geistliche Lieder und Gesäng, in vielen Anligen, Nöhten, Vervolgungen, Creutz und Widerwärtigkeiten tröstlich zu singen..., Abraham Weerlin, Bern 1621. doi:10.3931/e-rara-10174
- Spiegel des menschlichen Lebens, Abraham Werlii, Bern 1621. doi:10.3931/e-rara-10173
- Christlicher Schlafftrunck … Ferner etliche Regeln, die Gesundheit zu erhalten..., Joh. Theodori de Bry, Frankfurt a. M. 1624. Digitalisat ÖNB Wien
- Anatomiae praestantia et utilitas das ist Kurtze beschreibung der fürtrefflichkeit nutz und nothwendigkeit der Anatomy..., Jacob Stuber, Bern 1624. Digitalisat ÖNB Wien
- Lithotomia Vesicae, Das ist: Gründtlicher Bericht Von dem Blaterstein..., Jo. Schröter, Basel 1626. Digitalisat HAB Wolfenbüttel
- Herrn Guilhelmi Fabricii von Hilden längst begehrte und vollkommene Leib- und Wund-Artzney. Auß dem Lateinischen in hoch Teutsche Sprach übersetzt: Durch Friderich Greiffen, Beyer, Frankfurt a. M. 1652. Digitalisat ULB Düsseldorf
- Observationum et curationum chirurgicarum centuriae, nunc primum simul in unum opus congestae. 2 Bände, Lyon 1641.
  - Ausgewählte Observationes. Übersetzt von Romanus Johannes Schäfer (= Sudhoffs Klassiker der Medizin. Band 22). Leipzig 1914.
- Opera Observationum et Curationum Medico-Chirurgicarum, quae exstant omnia. J. Beyer, Frankfurt am Main 1646; J. L. Dufour, Frankfurt am Main 1682. Digitalisat BIU Santé

## Ehrungen

### In Hilden
- In Hilden wurden nach Fabry die Fabriciusstraße sowie die Wilhelm-Fabry-Realschule und das Wilhelm-Fabry-Museum benannt. Dort werden unter anderem medizinische Werkzeuge und Fachliteratur aus der Zeit Wilhelm Fabrys ausgestellt.
- 1911 wurde Fabry in Hilden eine von Arnold Künne geschaffene Bronzebüste gewidmet, die nach mehreren Standortwechseln ihren Platz im Zentrum der Stadt, dem Markt an der Mittelstraße, gefunden hat.
- Seit 1978 vergibt die Stadt Hilden an Künstler den Wilhelm-Fabry-Förderpreis.
- Als Ehrengaben verleiht die Stadt Hilden den „Fabriciusteller“ und den „Stadtwappenschild mit Fabricius-Medaille“ in Gold beziehungsweise in Silber.
- In Hilden wurde im Jahr 2010 aus Anlass von Fabrys 450. Geburtstag das Wilhelm-Fabry-Jahr gefeiert.

### In Bern
- In Bern ist die Hildanusstrasse im Stadtteil Breitenrain-Lorraine nach ihm benannt.
- Auf dem Areal des Inselspitals wurde 2022 das bisherige «Anna-Seiler-Haus» in «Wilhelm-Fabry-Haus» umbenannt.[12]

### In Remscheid
- Die Fabricius-Klinik in Remscheid ist nach Wilhelm Fabry benannt. Die im Jahr 1899 von dem Augenarzt Romanus Johannes Schaefer (1866–1944) gegründete Klinik firmierte nach einem Standortwechsel ab 1. Mai 1900 als Fabricius-Privatklinik für Augen-, Chirurgische und Frauenkrankheiten.[13][14]